# Моё сердце и другие чёрные дыры
«Мое сердце и другие черные дыры» (англ. My Heart and Other Black Holes) — дебютный подростковый роман американской писательницы Джасмин Варга, впервые вышедший в издательстве HarperCollins 17 февраля 2015 года.
Варга написала роман после смерти близкой подруги. В нём она хотела выразить чувства депрессии и изоляции. В интервью журналу «Интервью» писательница призналась, что Айсель [главная героиня] была для неё путём поиска ответов на вопросы о демонах депрессии и горя и о высшей спасительной силе любви и человеческих связей
.

## Сюжет
Айсель Серан, шестнадцатилетняя американка турецкого происхождения, которая живёт в штате Кентукки. У девочки натянутые отношения с матерью и отчимом, который появился в их семье вскоре после развода родителей. Несколькими годами ранее отец Айсель был осужден за убийство Тимоти Джексона, подростка, активно занимавшегося спортом. Из-за преступления, совершенного её отцом, с которым она не виделась и не связывалась со времени его заключения, в школе с девочкой никто не хочет общаться.
Айсель решает покончить с собой, но сомневается, что у неё хватит решимости довести дело до конца. Работая продавцом по телефону, она обнаруживает веб-сайт, на котором общаются люди с суицидальными наклонностями. Девочка прочитывает сообщение от пользователя «Фрозен Робот», который живёт в соседнем городе. Они списываются и договариваются о встрече у ларька с пивом, который находится между их городами. Через два дня Айсель встречается с «Фрозен Робот», который оказывается семнадцатилетним юношей по имени Роман. Последний настаивает на том, чтобы их совместное самоубийство состоялось 7 апреля. Они вместе обедают. Айсель замечает, что Роман обладает привлекательной внешностью и популярен среди своих сверстников. Девушка задается вопросом, какая у него причина покончить жизнь самоубийством. Она также узнает, что он дружит с Брайаном Джексоном, младшим братом Тимоти Джексона. С Брайаном Роман играл в одной баскетбольной команде. Айсель отвозит юношу к нему домой, где родители Романа говорят ей, что знают о суицидальных наклонностях сына, и поэтому внимательно следят за ним. По рекомендации терапевта они даже лишили его водительских прав.
В школе Айсель, вместе с одноклассником Тайлером Боуэном, работает над фотопроектом. На следующих выходных она встречается с Романом на детской площадке в его городе. Юноша рассказывает ей о причине своего желания покончить с собой. Пока их родителей не было дома, Мэдисон (Мэдди), девятилетняя сестра Романа, утонула после припадка в ванне. В смерти Мэдди Роман винит себя. Он не слышал её криков, потому что занимался сексом с девушкой. Юноша прекратил общение с друзьями и родителями, чтобы подготовить себя к самоубийству. Айсель и Роман планируют вместе спрыгнуть со скалы в реку Огайо 7 апреля, в годовщину смерти Мэдди. Роман говорит Айсель, что нужно сделать так, чтобы его мать поверила в их близость. Только в этом случае она позволит ему пойти с ней на свидание без присмотра.
Тем временем, Айсель и Тайлер решают пойти в зоопарк, чтобы сделать фотографии животных для школьного проекта. Тайлер видит в блокноте Айсель рисунок палача, что наводит его на мысль о том, что девушка думает о самоубийстве. Позднее в доме Романа Айсель замечает талант юноши к рисованию. Это хобби появилось у него после смерти сестры. Неожиданно она просит Романа пойти в зоопарк с ней и Тайлером. На следующий день они трое и четырнадцатилетняя Джорджия, сводная сестра Айсель, отправляются в зоопарк. После того, как Роман отмечает разницу во внешности и характерах сестёр, Айсель признается ему, что причиной её желания покончить с собой является отец, но не говорит ему об убийстве из-за опасений, что он прекратит с ней общение, так как дружит с братом жертвы. Айсель также внезапно решает, что хочет ещё раз увидеть отца перед смертью. Роман говорит, что поможет ей.
Айсель обыскивает кабинет матери и находит конверт с адресом исправительного учреждения Макгриви. Пригласив Романа на карнавал в своём городе, она планируют с ним навестить отца. Роман признается, что ему нравится проводить с ней время. В субботу Айсель едет к дому Романа, чтобы забрать его. Мать юноши говорит девушке, что с тех пор, как Роман встретил её, он стал чаще выражать радость. Подростки едут в тюрьму и узнают, что отца Айсель перевели в психиатрическую больницу. Во время ночёвки в лесу, Роман целует Айсель, но утверждает, что любое счастье, которое они дарят друг другу, временно, и они не могут позволить ему помешать им спрыгнуть вместе 7 апреля. Айсель задумывается над тем, являются ли проблемы в её жизни поправимыми. Она и Роман засыпают вместе.
На следующее утро Айсель рассматривает свой портрет, нарисованный Романом. На нём она выглядит сильной и уверенной, хотя думает о себе иначе. Подростки завтракают в закусочной и обсуждают, что с ними станет после 7 апреля. Айсель признается Роману, что её отец убил Тимоти Джексона, подтвердив подозрения юноши, и рассказывает всю историю преступления. Отец девушки, владелец магазина, стал параноиком из-за того, что посетители часто воровали у него товары. Однажды Тимоти и его друзья зашли в магазин и стали провоцировать мужчину, и тот в припадке ярости забил Тимоти до смерти бейсбольной битой. Услышав эту историю, Роман говорит Айсель, что ей не суждено стать похожей на своего отца.
1 апреля Айсель звонит в психиатрическую больницу, куда поместили её родителя, но узнает, что, поскольку она несовершеннолетняя, то не может назначить свидание с ним без согласия опекуна. Наконец, девочка рассказывает матери о своем чувстве депрессии и соглашается быть с ней честной. Она говорит о желании снова связаться с отцом. 3 апреля Айсель начинает планировать своё будущее, подав заявку на летнюю стипендиальную программу.
На следующий день Айсель едет в дом Романа, чтобы попытаться убедить его жить. Мать юноши говорит, что дала ему ключи от семейного автомобиля. Он сказал, что поедет к ней. Айсель понимает, что Роман решил покончить с собой без неё. Она и мать Романа находят его в машине в закрытом гараже. Им удается спасти юношу, не дав ему задохнуться угарным газом.
На следующий день Айсель навещает Романа в больнице. Юноша говорит ей, что понял, что Айсель передумала умирать, и решил, что выполнение их договора стыло бы равносильным убийству девушки, но ему самому слишком больно, чтобы продолжать жить. Айсель говорит Роману, что любит его и считает, что он заслуживает жизни. 7 апреля она снова навещает его и знакомится с новым терапевтом юноши. Роман просит девушку пойти с ним на могилу Мэдди, когда он выйдет из больницы. Юноша спрашивает, почему она не отказалась от него, и Айсель говорит, что хочет, чтобы он видел себя таким, каким она его видит. Роман снова целует её и говорит, что постарается простить себя и начнет искать причины жить.

## Критика
Редактор Таша Робинсон в рецензии на сайте NPR написала: «Это книга, которая не романтизирует самоубийство и не находит неземную красоту в горе. По мнению главной героини романа «печаль уродлива, и тот, кто думает иначе, не понимает её»». «Варга честно исследует очень сложные проблемы подростковой депрессии... иногда грустные, иногда смешные, но в конечном итоге полные надежды» — из рецензии на роман в журнале «Voice of Youth Advocates».

## Адаптация
18 марта 2015 года кинокомпания Paramount Pictures приобрела права на экранизацию романа для Anonymous Content.